# Juarez Medeiros Filho
Juarez Medeiros Filho, mais conhecido como Juarez Medeiros (São Luís, 1955) é um jurista e advogado brasileiro. Ele foi deputado estadual (1987–1995).
Foi eleito deputado estadual em 1986 e reeleito em 1990. 
Foi candidato a vice-governador do Maranhão na chapa de Epitácio Cafeteira em 1994, ambos foram derrotados em segundo turno por Roseana Sarney. 
Foi candidato a vice-prefeito na chapa de João Castelo em 1996, só que desta vez, foi derrotado por Jackson Lago em segundo turno. 